# 南京市南化第一中学
南京市南化第一中学又称南化一中，建成于1958年。该中学是南化公司的两所附属中学的一所，另一所是南京市南化第二中学。该中学是江苏省首批重点中学、模范中学及模范德育中学。现已于2005年被南京市大厂中学合并成为南京市大厂高级中学。